# 2000 metri piani
I 2 000 metri piani sono una specialità sia maschile che femminile dell'atletica leggera. Considerati una gara di mezzofondo, non fanno parte del programma olimpico e vengono corsi solo in alcuni meeting. La gara, la cui linea di partenza coincide con quella d'arrivo, consiste in 5 giri di pista completi.

## Record

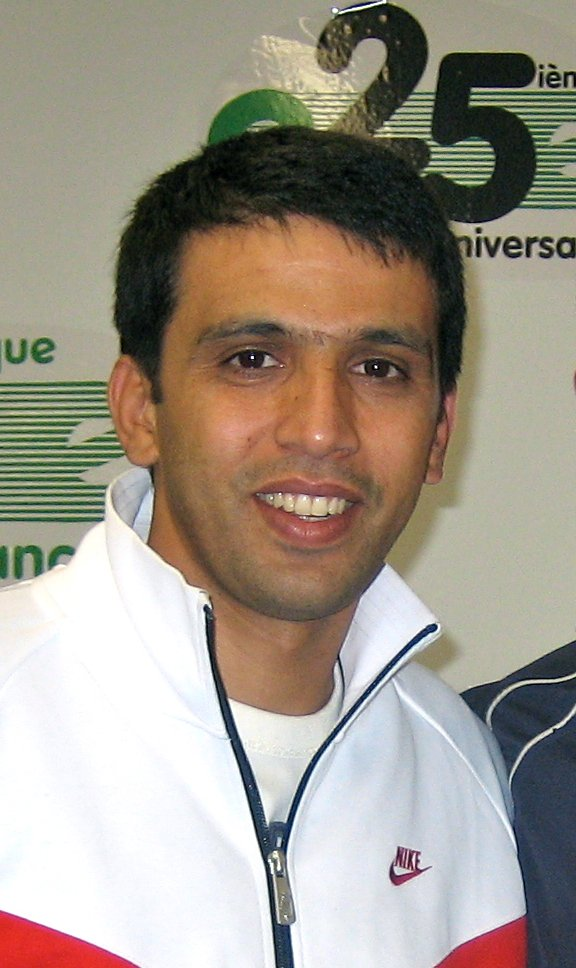
Hicham El Guerrouj, ex detentore del record mondiale maschile

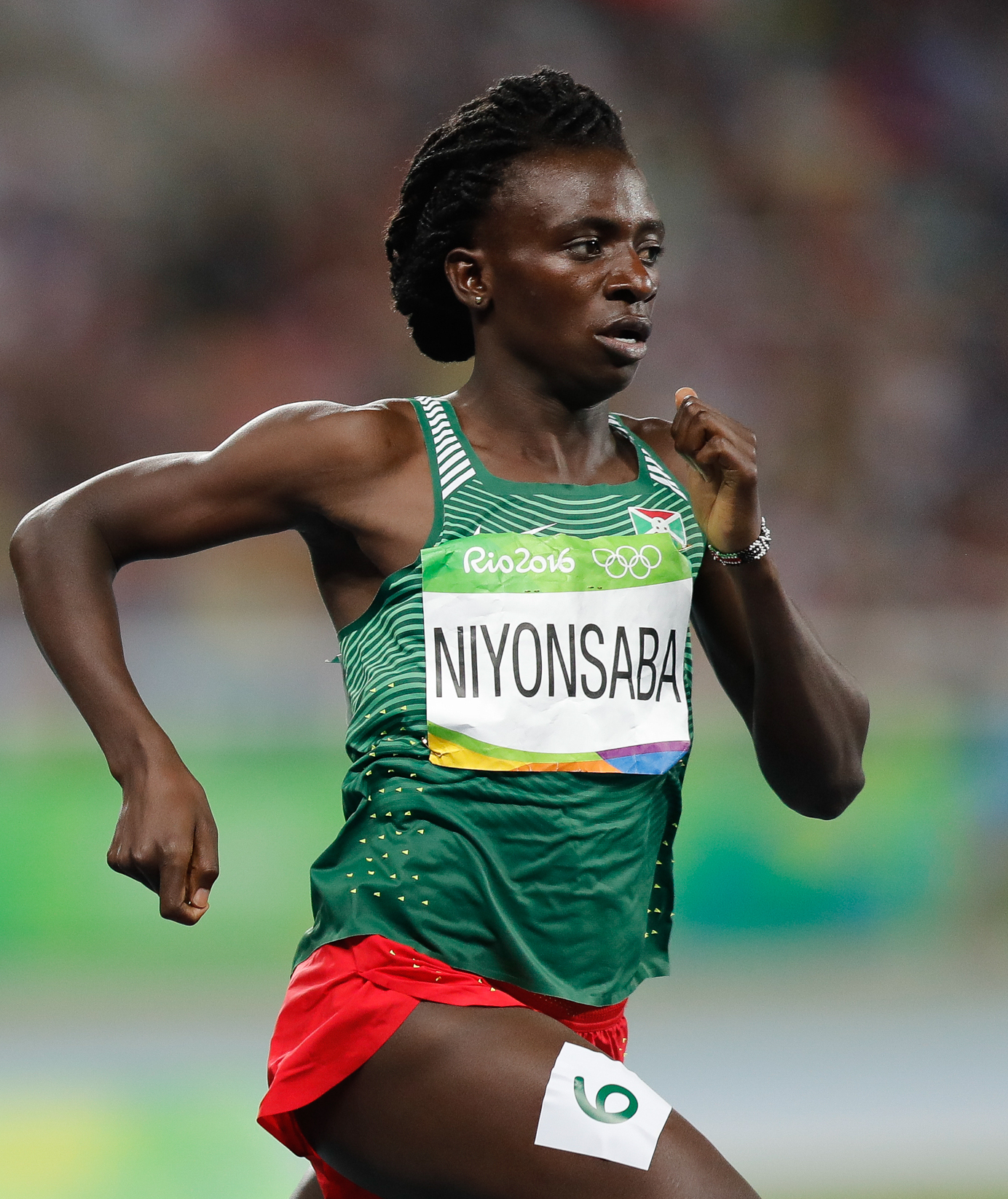
Francine Niyonsaba, primatista mondiale femminile

I record mondiali di questa specialità sono 4'43"13 per gli uomini e 5'21"56 per le donne, stabiliti rispettivamente dal norvegese Jakob Ingebrigtsen a Bruxelles l'8 settembre 2023 e dalla burundese Francine Niyonsaba a Zagabria nel 2021.

### Maschili
Statistiche aggiornate all'11 giugno 2020.
|                             | Tempo    | Atleta             | Luogo     | Data              |
| --------------------------- | -------- | ------------------ | --------- | ----------------- |
| Record mondiale             | 4'43"13  | Jakob Ingebrigtsen | Bruxelles | 8 settembre 2023  |
| Record africano             | 4'44"79  | Hicham El Guerrouj | Berlino   | 7 settembre 1999  |
| Record asiatico             | 4'55"57  | Mohamed Suleiman   | Roma      | 8 giugno 1995     |
| Record europeo              | 4'50"01  | Jakob Ingebrigtsen | Oslo      | 11 giugno 2020    |
| Record nord-centroamericano | 4'52"44  | Jim Spivey         | Losanna   | 15 settembre 1987 |
| Record oceaniano            | 4'50"76  | Craig Mottram      | Melbourne | 9 marzo 2006      |
| Record sudamericano         | 5'03"34  | Hudson de Souza    | Manaus    | 6 aprile 2002     |
| Record nazionale            | 4'55"0 m | Gennaro Di Napoli  | Torino    | 26 maggio 1991    |

### Femminili
Statistiche aggiornate al 12 luglio 2024.
|                             | Tempo    | Atleta             | Luogo             | Data              |
| --------------------------- | -------- | ------------------ | ----------------- | ----------------- |
| Record mondiale             | 5'19"70  | Jessica Hull       | Monaco            | 12 luglio 2024    |
| Record africano             | 5'21"56  | Francine Niyonsaba | Zagabria          | 14 settembre 2021 |
| Record asiatico             | 5'29"41  | Wang Junxia        | Pechino           | 12 settembre 1993 |
| Record europeo              | 5'25"36  | Sonia O'Sullivan   | Edimburgo         | 8 luglio 1994     |
| Record nord-centroamericano | 5'32"7 m | Mary Decker        | Eugene            | 3 agosto 1984     |
| Record oceaniano            | 5'19"70  | Jessica Hull       | Monaco            | 12 luglio 2024    |
| Record sudamericano         | 5'59"96  | Niusha Mancilla    | Rivas-Vaciamadrid | 10 giugno 2004    |
| Record nazionale            | 5'32"83  | Roberta Brunet     | Torino            | 14 settembre 1996 |

Legenda:
: record mondiale
: record africano
: record asiatico
: record europeo
: record nord-centroamericano e caraibico
: record oceaniano
: record sudamericano
: record italiano

## Migliori atleti

### Maschili outdoor
Statistiche aggiornate al 22 luglio 2023.
|     | Tempo   | Atleta             | Luogo      | Data             |
| --- | ------- | ------------------ | ---------- | ---------------- |
| 1.  | 4'43"13 | Jakob Ingebrigtsen | Bruxelles  | 8 settembre 2023 |
| 2.  | 4'44"79 | Hicham El Guerrouj | Berlino    | 7 settembre 1999 |
| 3.  | 4'46"88 | Ali Saïdi-Sief     | Strasburgo | 19 giugno 2001   |
| 4.  | 4'47"88 | Noureddine Morceli | Parigi     | 3 luglio 1995    |
| 5.  | 4'48"69 | Vénuste Niyongabo  | Nizza      | 12 luglio 1995   |
| 6.  | 4'48"74 | John Kibowen       | Hechtel    | 1º agosto 1998   |
| 7.  | 4'50"08 | Noah Ngeny         | Stoccolma  | 30 luglio 1999   |
| 8.  | 4'50"76 | Craig Mottram      | Melbourne  | 9 marzo 2006     |
| 9.  | 4'50"81 | Saïd Aouita        | Parigi     | 16 luglio 1987   |
| 10. | 4'51"30 | Daniel Komen       | Milano     | 5 giugno 1998    |

### Femminili outdoor
Statistiche aggiornate al 22 luglio 2023.
|     | Tempo   | Atleta              | Luogo     | Data              |
| --- | ------- | ------------------- | --------- | ----------------- |
| 1.  | 5'19"70 | Jessica Hull        | Monaco    | 12 luglio 2024    |
| 2.  | 5'21"56 | Francine Niyonsaba  | Zagabria  | 14 settembre 2021 |
| 3.  | 5'25"36 | Sonia O'Sullivan    | Edimburgo | 8 luglio 1994     |
| 4.  | 5'25"86 | Freweyni Hailu      | Zagabria  | 14 settembre 2021 |
| 5.  | 5'26"93 | Yvonne Murray       | Edimburgo | 8 luglio 1994     |
| 6.  | 5'27"50 | Genzebe Dibaba      | Ostrava   | 17 giugno 2014    |
| 7.  | 5'28"69 | Maricica Puică      | Londra    | 11 luglio 1986    |
| 8.  | 5'28"72 | Tat'jana Kazankina  | Mosca     | 4 agosto 1984     |
| 9.  | 5'29"64 | Tetyana Pozdnyakova | Mosca     | 4 agosto 1984     |
| 10. | 5'30"19 | Zola Budd           | Londra    | 11 luglio 1986    |

### Maschili indoor
Statistiche aggiornate al 22 luglio 2023.
|     | Tempo   | Atleta             | Luogo      | Data             |
| --- | ------- | ------------------ | ---------- | ---------------- |
| 1.  | 4'49"99 | Kenenisa Bekele    | Birmingham | 17 febbraio 2007 |
| 2.  | 4'52"86 | Haile Gebrselassie | Birmingham | 15 febbraio 1998 |
| 3.  | 4'52"90 | Sergio Sánchez     | Oviedo     | 23 gennaio 2010  |
| 4.  | 4'54"07 | Eamonn Coghlan     | Inglewood  | 20 febbraio 1987 |
| 5.  | 4'54"74 | Bernard Lagat      | New York   | 15 febbraio 2014 |
| 6.  | 4'54"76 | Vénuste Niyongabo  | Liévin     | 18 febbraio 1996 |
| 7.  | 4'55"35 | Cameron Levins     | New York   | 15 febbraio 2014 |
| 8.  | 4'55"72 | Shadrack Korir     | Birmingham | 17 febbraio 2007 |
| 9.  | 4'56"09 | Laban Rotich       | Birmingham | 14 febbraio 1999 |
| 10. | 4'56"23 | Jens-Peter Herold  | Karlsruhe  | 6 marzo 1993     |

### Femminili indoor
Statistiche aggiornate al 22 luglio 2023.
|     | Tempo   | Atleta                 | Luogo        | Data             |
| --- | ------- | ---------------------- | ------------ | ---------------- |
| 1.  | 5'23"75 | Genzebe Dibaba         | Sabadell     | 7 febbraio 2017  |
| 2.  | 5'30"53 | Gabriela Szabó         | Sindelfingen | 8 marzo 1998     |
| 3.  | 5'34"52 | Mary Slaney            | Los Angeles  | 18 gennaio 1985  |
| 4.  | 5'35"46 | Dawit Seyaum           | Boston       | 7 febbraio 2015  |
| 5.  | 5'37"34 | Fernanda Ribeiro       | Valencia     | 28 febbraio 1996 |
| 6.  | 5'39"15 | Yelena Kanales         | Ekaterinburg | 7 gennaio 2006   |
| 7.  | 5'39"30 | Ol'ga Egorova          | Liévin       | 13 febbraio 2000 |
| 8.  | 5'39"36 | Violeta Beclea-Szekely | Liévin       | 13 febbraio 2000 |
| 9.  | 5'39"47 | Berhane Adere          | Chemnitz     | 22 febbraio 2002 |
| 10. | 5'40"26 | Mariya Konovalova      | Ekaterinburg | 7 gennaio 2008   |